# Félix Martin-Sabon
Pour les articles homonymes, voir Félix Martin, Martin et Sabon.
Félix Martin-Sabon, né le 18 février 1846 à Paris et mort le 2 décembre 1933 dans la même ville, est un photographe français.
Il a travaillé bénévolement pour la commission des monuments historiques pendant plus de quarante ans. Excellent élève, il devient dirigeant d'usine peu après l'obtention de son diplôme d'ingénieur des Arts et manufactures en 1867, et se fait remarquer comme patron d'une conscience sociale exemplaire, dispensant notamment des cours populaires gratuits. Se retirant de la vie professionnelle en 1885, il se consacre alors entièrement à la photographie des monuments historiques et des œuvres d'art, et acquiert rapidement une notoriété importante. Sa principale motivation est de partager sa passion pour le patrimoine architectural et historique de la France avec les autres en mettant gratuitement à disposition ses clichés afin de contribuer à la préservation des monuments.

## Biographie

### Une première carrière dans l'industrie
Félix-Martin Sabon naît à Paris le 18 février 1846. Il est le fils de Joseph-Louis Sabon et de Victoire-Antoinette Fourcaud-Lorbe, qui épouse en secondes noces Félix Martin (d). Ce dernier est architecte et contrôleur en chef des bâtiments de la Couronne sous le Second Empire, travaillant sur des projets importants avec Joseph-Louis Duc et Louis Visconti. Il est également administrateur de l'Opéra de Paris et cofondateur de la banque hypothécaire. Félix Martin-Sabon effectue sa scolarité au lycée Louis-le-Grand à Paris et obtient son baccalauréat scientifique en 1863. Il prépare ensuite le concours d'entrée de l'École centrale, où il entre l'année suivante et se spécialise dans la métallurgie. Martin-Sabon sort de l'école comme premier de sa promotion en 1867, muni du diplôme d'ingénieur des arts et manufactures. Au bout d'un stage dans un établissement industriel parisien important, fabriquant des véhicules industriels et du matériel roulant pour l'armée, il devient l'un de ses dirigeants,.
S'inscrivant dans la tradition d'une philanthropie pragmatique fréquente chez les chefs d'entreprise au XIXe siècle, au contact avec son personnel, il se rend compte de l'insuffisance de l'instruction de bon nombre d'ouvriers, et estime qu'il relève de son rôle de patron d'y remédier. C'est ainsi qu'il se met lui-même à dispenser des cours populaires gratuits, activité qu'il poursuivra pendant une vingtaine d'années. Pour permettre à un plus grand nombre de bénéficier d'un enseignement gratuit, Martin-Sabon fonde une section de l'Association polytechnique dans le quartier de la Chapelle à proximité de son entreprise. C'est cet engagement pour l'instruction publique qui lui valent les Palmes académiques en 1879, et le titre d'officier de ce même ordre en 1885. D'après ses contemporains, il demeure toujours un homme simple et modeste, cherchant à se rendre utile pour la société. Il participe aux travaux de plusieurs sociétés savantes, dont en premier lieu la Société historique et archéologique de l'arrondissement de Pontoise et du Vexin (à partir de 1884), puis la Société française d'archéologie et la Société des antiquaires de France, faisant toujours profiter les autres avec désintéressement de ses connaissances. Entre 1890 et 1896, il assumera la responsabilité de maire de Ronquerolles.

### Le photographe du patrimoine architectural et artistique français

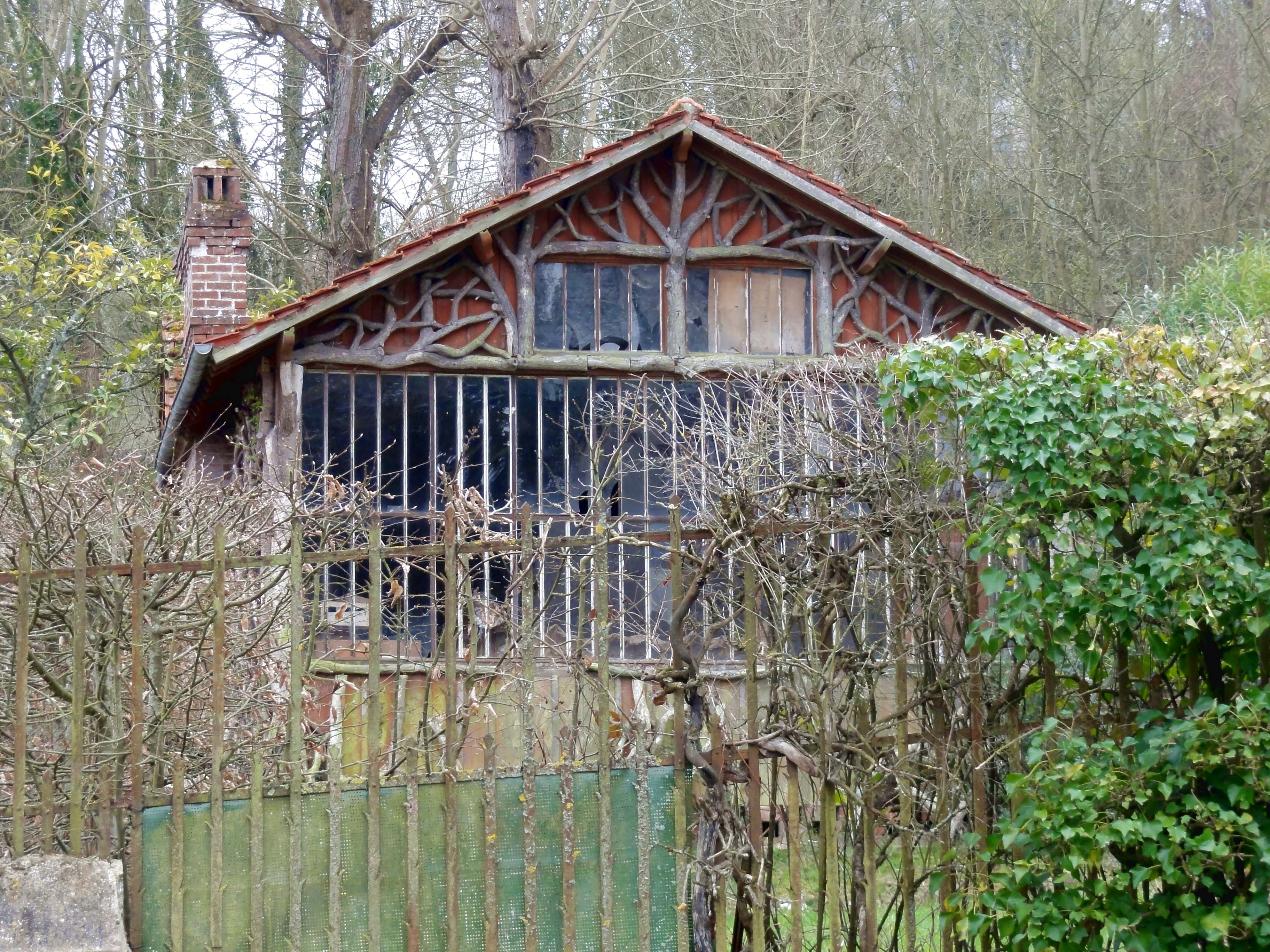
Le laboratoire photographique de Félix Martin-Sabon à Ronquerolles.

En 1885, Martin-Sabon décide de se retirer des affaires pour se consacrer à la photographie des monuments historiques, après avoir songé devenir archéologue. Ses orientations sont sans doute dues à l'influence de son beau-père et de son épouse, Nathalie Martin-Sabon, artiste-peintre, sculptrice et relieuse réputée à son époque, et cofondatrice de l'école de l'Union des dames des Arts décoratifs. L'idée de Martin-Sabon est de visiter partout en France les édifices civils et religieux d'intérêt archéologique et de les documenter photographiquement. Au domicile parisien familial de la rue Mansart et dans le jardin de la résidence d'été du couple à Ronquerolles, il se fait aménager des laboratoires photographiques où il développera lui-même l'ensemble de ses plaques et en tirera les épreuves. Puis il se met en route « sac au dos, comme il le disait lui-même, et muni d'un matériel photographique assez lourd et encombrant, il parcourait les villes, les bourgs et les villages, fouillant les coins les plus reculés, où une perle peut rester enfouie, ou cherchant dans les cathédrales les clés de voûte et les détails les plus haut perchés, les plus inaccessibles ».. Travaillant avec méthode, il prend jusqu'à plusieurs centaines de clichés des monuments les plus importants. Martin-Sabon fait rapidement preuve d'un talent de photographe que beaucoup lui envient. Il met par ailleurs à la disposition de tous sa collection de photographies.
L'engagement bénévole de Martin-Sabon attire sur lui l'attention des pouvoirs publics : il est nommé membre de la commission départementale des antiquités et des arts de Seine-et-Oise par arrêté préfectoral en 1895, et le restera jusqu'à sa mort. En 1897, le ministère de l'Instruction publique le nomme correspondant de la commission des monuments historiques. Ayant commencé son travail documentaire en Île-de-France, il l'étend progressivement sur la Picardie, la Normandie, la Bretagne, le Maine, la Touraine, le Berry, l'Auvergne, la Bourgogne et la Champagne. Martin-Sabon prend soin de photographier également des monuments non encore classés ou inscrits, et pour la plupart des monuments couverts, les services des monuments historiques n'en disposant pas encore de clichés. De format 13 × 18 cm et parfois 21 × 27 cm, toutes les plaques sont numérotées, étiquetées et classées. En 1896, Martin-Sabon en publie lui-même leur premier catalogue, plusieurs fois mis à jour par la suite. L'ensemble du travail est effectué par le photographe lui-même, qui n'engage aucun collaborateur et assume lui-même les frais d'impression et de publication, sans aucune subvention.
L'auteur expose ses motivations dans la préface de son catalogue de 1896 : « Peu de Parisiens connaissent Paris et ses environs. Peu de Français connaissent la France. Il faut le reconnaître, sur notre propre sol, les étrangers nous sont supérieurs, au point de vue de la connaissance des richesses d'art et des monuments. Qu'ils sont nombreux, pourtant, tous ces beaux spécimens du Moyen Âge et de la Renaissance, malgré les destructions impies, malgré la ruine du temps ! Partout en France, dans le plus petit village, dans l'église la plus humble, il est rare que l'observateur ne puisse découvrir quelque détail rétrospectif, signature naïve d'un ouvrier modeste, inconnu, toujours artiste. Sachons donc voyager, chercher, observer ! ». Il remarque par ailleurs qu'il se croit le seul photographe amateur français à publier ses travaux, et il critique ceux qui gardent le fruit de leur travail photographique pour eux. Pour l'Exposition universelle de 1900, le photographe publie un important album comprenant trois mille de ses clichés, lequel lui vaut une médaille d'or. Jean Vallery-Radot dira sur Félix Martin-Sabon : « M. Martin-Sabon nous apparaît comme l'héritier de ces artistes ou de ces érudits d'autrefois, dans le berceau desquels une fée bien française a déposé une merveilleuse curiosité des aspects de la France et de ses monuments et pour qui la vie ne paraît avoir été qu'une succession de voyages entrepris sur les routes de notre pays, avec une curiosité jamais lassée, ne tenant leur tâche pour accomplie, qu'autant ils ont rassemblé un ensemble de documents fixant, dans l'état où ils les ont vus, les monuments qui font la parure de notre sol et qui furent les témoins de l'histoire de notre race ».
Bientôt, l'École du Louvre, la Sorbonne et l'enseignement général de l'Histoire de l'art font appel aux photographies de Martin-Sabon pour leur enseignement, et plusieurs auteurs en illustrent leurs ouvrages, sans que l'intéressé ne réclame de droits d'auteur. Bien que n'ayant jamais soutenu Martin-Sabon que par des encouragements et distinctions honorifiques, l'État se soucie du destin posthume de ces collections. Le photographe convient de céder quinze mille plaques photographiques au ministère des Beaux-arts en 1921. Elles sont désormais conservées à Charenton-le-Pont à la médiathèque de l'architecture et du patrimoine. Cette donation vaut à Martin-Sabon d'être nommé chevalier de la Légion d'honneur par décret présidentiel du 14 février 1922. Le photographe poursuit son travail, mais souffre de la perte de son épouse en 1931, lors de leur séjour estivale à Ronquerolles. Ceux qui l'ont connu pendant les dernières années de sa vie gardent de lui « le souvenir de ce vieillard au regard clair, à la physionomie toujours avenante, à la parole souvent enjouée ».

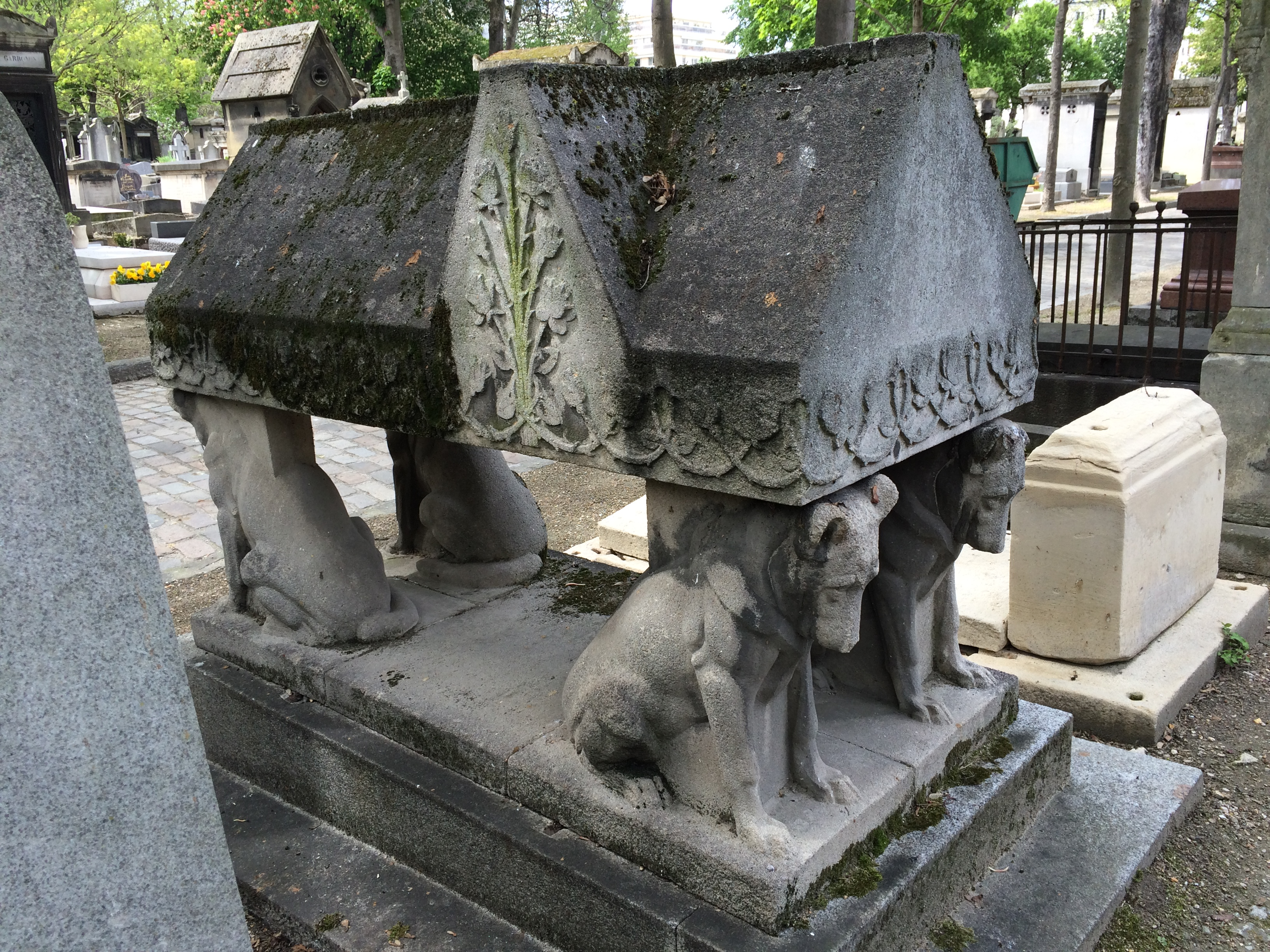
Tombe de Félix Martin-Sabon au cimetière de Montmartre (division 7).

Il meurt le 2 décembre 1933 dans son hôtel parisien de la rue Mansart, entouré de sa bibliothèque et de ses collections. Ses funérailles sont célébrées à l'église de la Sainte-Trinité à Paris, et il est inhumé au cimetière de Montmartre (division 7) aux côtés de son épouse. Le monument funéraire, œuvre de Carlo Sarrabezolles et de Georges Lucien Vacossin, avait été remarqué au Salon des artistes français de 1932. Taillé directement dans le béton, il se compose de quatre lionnes soutenant un sarcophage,.

## Publications
- Catalogue des photographies archéologiques faites dans les villes, bourgs et villages de l'Île-de-France et dans les provinces de Picardie, Normandie, Bretagne, Touraine : d'après les monuments, églises, châteaux, fermes, maisons, ruines, etc., Paris, A. Giraudon, éditeur-photographe, 1896, 138 p. (lire en ligne)
- Supplément au catalogue des photographies archéologiques faites dans les villes, bourgs et villages de l'Île-de-France et dans les provinces de Picardie, Normandie, Bretagne, Touraine : d'après les monuments, églises, châteaux, fermes, maisons, ruines, etc., Paris, A. Giraudon, éditeur-photographe, 1899, 138 p. (lire en ligne)
- Félix Martin-Sabon (photographies), Pierre Coquelle (photographies et texte explicatif), Burthe d'Annelet (photographies) et Bourdier (photographies) (préf. Alfred Paisant), Album des objets mobiliers artistiques classés de Seine-et-Oise : Publication de la commission de sauvegarde des œuvres d'art existant dans les édifices religieux du département de Seine-et-Oise, Paris, A. Picard, 1910, 152 p. (lire en ligne)
- La Photographie des monuments et des œuvres d'art, C. Mendel, 1913, 104 p.

## Galerie

Quelques photographies de Félix Martin-Sabon conservées à la médiathèque de l'architecture et du patrimoine
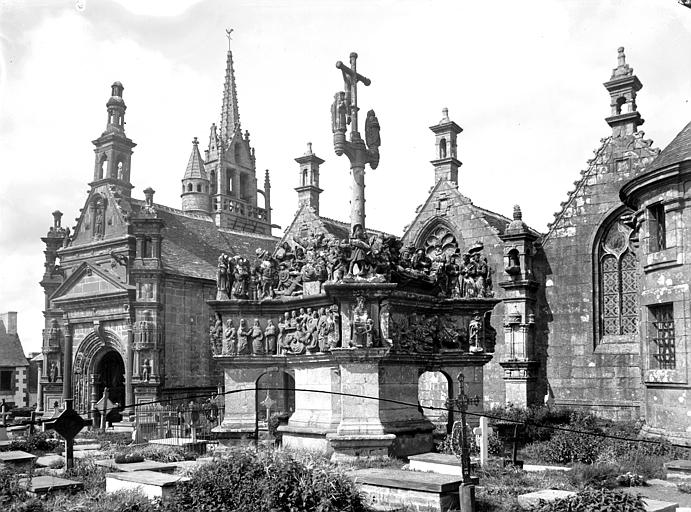
L'enclos paroissial de Guimiliau (avant 1896).
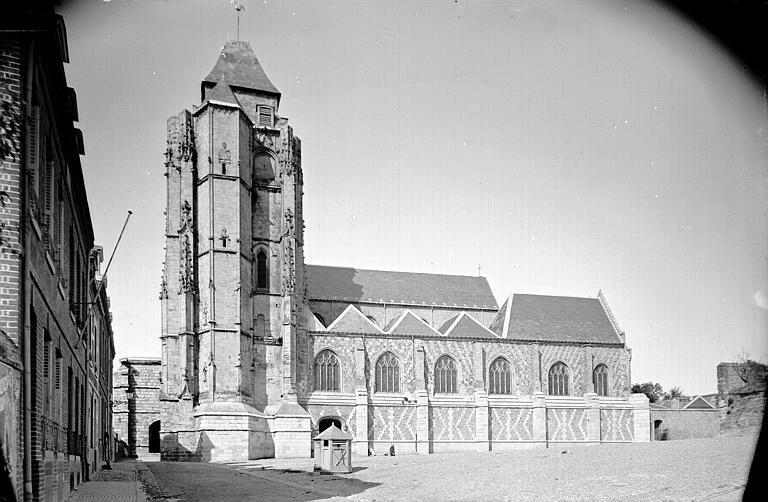
Façade sud de l'église Saint-Jacques du Tréport (avant 1896).
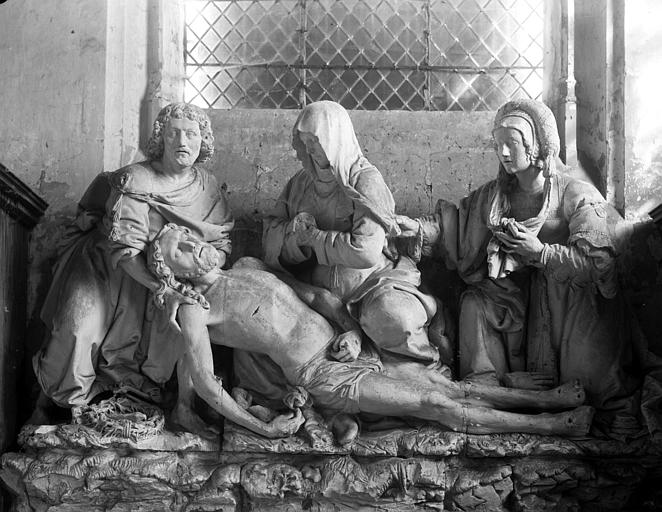
Le Saint-Sépulcre de l'abbaye de Saint-Martin-aux-Bois.
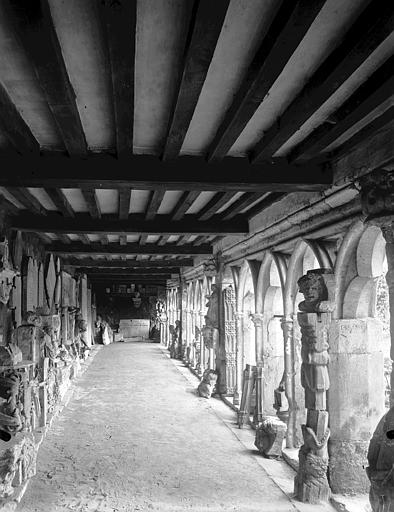
Le cloitre de la cathédrale Saint-Pierre de Beauvais.